# Vivianite
Vivianita (
Fe2+Fe2+

Vivianita e Albita do Brasil

2(PO4)2·8H2O) é um mineral de fosfato de ferro hidratado encontrado em ambientes geológicos. Pequenas quantidades de manganês Mn2+, Mg/Ca (2+) magnésio e cálcio podem ser substituídas por ferro Fe2+ na estrutura. Inicialmente era denominado de "ferro azul", até que, em 1817, foi rebatizado em honra do seu descobridor, o mineralogista John Henry Vivian.

## Tipo de ocorrência
Trata-se de um mineral abundante na natureza que se forma em locais onde circulam águas fosfatadas sobre minerais como a pirita ou a siderita. Os fosfatos destas águas retiram a estes minerais uma parte do ferro que contêm, pricipitando cristais de vivianita. Mas os cristais mais belos deste mineral costumam encontrar-se em filões de rochas formadas por arrefecimento e cristalização de magmas no interior da crosta terrestre.